# L'Automne (film)
Pour les articles homonymes, voir L'Automne.
Pour plus de détails, voir Fiche technique et Distribution.
L'Automne est un film français réalisé par Marcel Hanoun et sorti en 1973.

## Synopsis
Un réalisateur commence le montage de son film, il demande l'aide d'un ou une assistante. Une femme vient, le réalisateur lui demande ses cinéastes préférés puis il dit ses références, ce qu'on doit trouver dans les films et ne plus y trouver, et cite quelques réflexions sur la littérature.
En dehors de la salle de montage, seules quelques images en couleurs sont tournées en extérieur, le prieuré de Serrabone et vers la fin des vues d'arbres sont la seule référence à l'automne.

## Fiche technique
- Titre : L'Automne
- Réalisation : Marcel Hanoun
- Scénario : Marcel Hanoun
- Photographie : Marcel Hanoun
- Son : Martine Loubet - Jean-Paul Loublier (mixage)
- Montage : Marcel Hanoun
- Production : Lusofrance - Pierre Levie
- Pays de production :  France -  Belgique
- Durée : 75 minutes
- Date de sortie : France - 6 septembre 1973[1]

## Distribution
- Michael Lonsdale : Julien
- Tamia : Anne

## Musique
De larges extraits de Le Chant de la Terre interprété par Maureen Forrester, orchestre dirigé par Fritz Reiner enregistré en 1959, disque RCA.
Un extrait de Don Giovanni et l'Agnus Dei de la Messe en si mineur.

## Récompense
- Prix spécial du jury au Festival du film francophone de Dinard 1972[2]